# 長与駅
長与駅（ながよえき）は、長崎県西彼杵郡長与町吉無田郷にある、九州旅客鉄道（JR九州）長崎本線（長与支線）の駅である。駅名標デザインは中尾城公園。
長崎本線旧線（長与支線）ルートを通る普通列車（長与行き以外）は浦上・喜々津以遠各駅の時刻表や発車標で「長与経由」と表記される。ちなみに、新線を通る列車は発車標で「市布経由」と表記される。

## 歴史
- 1897年（明治30年）7月22日：開設[2]。
- 1962年（昭和37年）2月15日：貨物取扱廃止[2]。
- 1985年（昭和60年）3月14日：荷物扱い廃止[2]。
- 1987年（昭和62年）4月1日：国鉄分割民営化に伴い、JR九州に移管[2]。
- 1997年（平成9年）
  - 2月12日：橋上駅舎化工事に着手[3]。
  - 11月1日：現駅舎竣工[4]。
- 2012年（平成24年）12月1日：ICカード「SUGOCA」の利用を開始[5]。
- 2022年（令和4年）3月11日：この日限りでみどりの窓口が営業終了。
- 2023年（令和5年）
  - 9月1日：構内にGOOOOOOOD STATIONがオープン。
  - 10月1日：業務委託駅の直営化により、直営駅に変更。

なお長崎 - 当駅間開業から、長崎本線が現在の大村線・佐世保線ルートで全通するまでの約1年間は、ここから3kmばかり離れた舟津港（長与港）より早岐駅までの間を大村湾連絡船で繋いだ。2013年1月末までは長与港から長崎空港まで高速船（大村湾観光汽船により運航）がつながっていた（同年2月より運休）。
現在、長崎空港へは、バスで時津町まで抜けた上で、時津港から別の高速船航路（安田産業汽船により運航）で向かうことが出来る。
終戦時期は長崎市内が被爆したため、長崎本線は当駅で抑止されていた（後に長崎駅方面が復活し救護列車が運行された）。古くは旧字体の長與の表記も見られた。

## 駅構造
相対式ホーム2面2線を有する地上駅である。橋上駅舎を備える。駅舎は1997年11月に橋上化され、蝶が羽根をひろげ飛び立つ様子をモチーフに作られた。窓ガラスにステンドグラスがはめ込んである。
2つ諫早寄りにある大草駅と同じく、長崎本線旧線上にある数少ない交換可能駅である。長崎駅や浦上駅と当駅との間を行き来する利用者も多いため、長崎駅から来た一部列車が折返している。
JR九州本体が運営する直営駅だが、駅長の配置はなく、出札要員が派遣されている。2023年9月30日まではJR九州サービスサポートが駅業務を受託する業務委託駅であった。2022年（令和4年）3月、窓口販売を終了し、駅員の配置を正午までに短縮した。
2023年（令和5年）9月1日、長与町の社会福祉法人「ながよ光彩会」が駅構内にカフェ「グッドステーション」を開設し、JR九州と業務委託契約を結び駅舎の清掃や集改札のサポートなども行うことになった。

### のりば
| のりば | 路線      | 方向 | 行先                   | 備考          |
| ------ | --------- | ---- | ---------------------- | ------------- |
| 1      | ■長崎本線 | 上り | 諫早方面               | 一部2番のりば |
| 1      | ■大村線   | 上り | 諫早・早岐・佐世保方面 | 一部2番のりば |
| 2      | ■長崎本線 | 下り | 長崎方面               | 一部1番のりば |
| 2      | ■大村線   | 下り | 長崎方面               | 一部1番のりば |

（出典：JR九州駅情報一覧）
- エレベーターは改札内外に計4基設置されている。
- 1番のりばの長崎寄りが一部欠取られているが、現在は使用されていない。
- 列車が到着すると、自動放送（西浦上駅や浦上駅でも使われている、簡易タイプ）が流れる。
- ホームはかつて多くの優等列車が行き交っていた名残で、かなり長くなっている。列車の停車する部分（4両分程度）のみ、嵩上げされている。
- 国鉄時代、現在の2番のりばの反対側にもホームが存在していた。民営化と同時に廃止となり、ホームは埋め立てられた。当初はホームがあった名残もあったが、現駅舎建て替えと同時に行われた区画整理で当時の面影は残っていない。

## 利用状況
- 2015年度の1日平均乗車人員は1,979人である[7][8]。
- 2023年度の1日平均乗車人員は1,697人である[9]。

| 乗車人員推移 | 乗車人員推移 |
| 年度         | 1日平均人数  |
| ------------ | ------------ |
| 2001         | 1,806        |
| 2002         | 1,877        |
| 2003         | 1,910        |
| 2004         | 1,904        |
| 2005         | 1,889        |
| 2006         | 1,880        |
| 2007         | 1,880        |
| 2008         | 1,873        |
| 2009         | 1,845        |
| 2010         | 1,865        |
| 2011         | 1,867        |
| 2012         | 1,901        |
| 2013         | 1,950        |
| 2014         | 1,927        |
| 2015         | 1,979        |
| 2016         | 1,943        |
| 2017         | 1,973        |
| 2018         | 1,930        |
| 2019         | 1,917        |
| 2020         | 1,570        |
| 2021         | 1,522        |
| 2022         | 1,591        |
| 2023         | 1,697        |

## 駅周辺
- 長与駅コミュニティホール（駅舎内、改札前にある）
  - 地上駅時代に使われていた駅名標や絵画などが展示されている。

### 東口（公園口）方面
- 当駅から「原爆救援列車」が出発して負傷者救援に当たったことにちなみ、東口駅前に国鉄C57形蒸気機関車100号機の車輪が展示されている。これは、かつて長崎市中央公園に設置されていた機関車の車輪を老朽化に伴う解体撤去後に長崎市から寄贈されたものである[10]。
- 吉無田公園
- 長与町役場
- 中尾城公園
  - 長与町民文化ホール
  - 陶芸の館

### 西口（大学口）方面
駅出入口からそのまま歩道橋で道路の反対側へ繋がっている。
- 長崎県道33号長崎多良見線（長崎県道45号東長崎長与線重複）
- 長与町立長与第二中学校
- 長崎県立大学シーボルト校（旧・県立長崎シーボルト大学）
- 長与ニュータウン
- イオンタウン長与

## バス路線
長崎バス
- 長与駅バス停（東口ロータリー内にある）
  - 長与駅 - 満永発長与駅前行のみ発着
- 長与駅東口バス停（長与川にかかる橋を渡ったところにある）
  - 長与ニュータウン - 長与駅東口 - 時津・上横尾方面（毎時2本程度）
- 長与駅西口バス停（西口を出てすぐのところにある。バスターミナルは無い）
  - （2番系統）長与ニュータウン - 長与駅西口～崎尾入口・青葉台団地・昭和町・住吉（純心校前）・大橋・浦上駅前・長崎駅前・市役所前（大波止）・長崎新地ターミナル方面（毎時2本程度）
  - （1番系統）琴の尾登口・本川内 - （一部隠川内・緑ヶ丘団地） - 長与駅西口 - 県立大学シーボルト校・道の尾・住吉・大橋・浦上駅前・長崎駅前・大波止・長崎新地ターミナル方面（毎時1本程度）
- 崎尾入口バス停（西口を出て少し長崎方面に歩いたところにある。西口からは長与駅西口バス停までと同じ位離れている）

長崎県営バス
- 長与駅西口バス停
  - 長与駅西口 - まなび野団地 - 県立大学シーボルト校 - 商業入口 - 西山バイパス - 大波止 - 長崎駅前（平日長崎駅前方面行き7本（うち2本は商業入口まで）・長与駅西口行6本。土日休日は運行無し）
  - 県立大学シーボルト校 - まなび野団地 - 長与駅西口 - サニータウン - 昭和町 - 西山台団地 - 長崎東中学校・高校（長崎東中学校・高校への登校便平日・土曜日1本。下校便平日2本、土曜日1本。学校休日運休。学生専用では無く一般客も利用可）

## 隣の駅
九州旅客鉄道（JR九州）
■長崎本線（長与支線）
本川内駅 - 長与駅 - 高田駅